# Tuileries (metrostation)
Tuileries er en station på metronettet i Paris, som åbnede 19. juli 1900. Den betjener metrolinje 1 og ligger i 1. arrondissement.

## Automatisering
Inden for rammerne af projektet for modernisering og automatisering af metrolinje 1 er perronerne blevet renoveret og forhøjet, sådan som det også er sket de øvrige steder på linjen. Arbejdet foregik i week-enden fra 18. til 19. oktober 2008

## Adgang
- Rue de Rivoli 206
- Rue de Rivoli 210

## Trafikforbindelser
- RATP

## Omgivelser
I nærheden af stationen ligger:
- Tuileriehaven
- Den lille triumfbue
- Place Vendôme, Colonne Vendôme
- Justitsministeriet

## Galleri
- Adgang til stationen
- Stationens perroner
- Udsmykning
- Udsmykning